# Конттинен, Елена
Елена Конттинен (18 июня 1871, Уукуниеми — 24 апреля 1916, там же) — финская христианская пророчица, часто называемая «спящей проповедницей». Её основная религиозная деятельность пришлась на 1893—1916 годы и была сосредоточена в Уукуниеми. Континнен была замужем и имела четырёх детей. Её деятельность привела к созданию нового движения христианского возрождения, получившему название уукуниемляне (uukuniemilaisyys).

## Биография
Елена Конттинен родилась в Уукуниеми в бедной семье. Образования не получила. Однако с детства, принадлежа к лютеранской церкви, была очень религиозна. В 1905 году в возрасте 34 лет она стала «спящей проповедницей», то есть мирянкой, которая почувствовала призвание поучать и проповедовать во сне. Вскоре она приобрела авторитет в качестве канала связи между людьми и небесными силами. По словам пастора Константина Сарлина, Конттинен была глашатаем Бога. Сарлин собрал свои беседы и воспоминания в книге «Пророк нашего времени» (Eräs meidän aikamme profeetta, 1916). Напротив, профессора Антти Войпио и Кристиан Сибелиус, также изучавшие феномен Конттинен, критично подходили к её деятельности, считая её истеричной, что, по их мнению, было обусловлено ее стрессовыми жизненными обстоятельствами.